# Préfailles
Préfailles (bretonisch: Pradvael, Gallo: Préfaylh) ist eine französische Gemeinde mit 1.246 Einwohnern (Stand: 1. Januar 2022) im Département Loire-Atlantique in der Region Pays de la Loire. Sie gehört zum Arrondissement Saint-Nazaire und ist Teil des Kantons Pornic.
Die Einwohner werden Préfaillais genannt.

## Geographie
Préfailles liegt etwa 51 Kilometer westsüdwestlich von Nantes in den Pays de Retz an der Atlantikküste.

### Nachbargemeinden
Umgeben ist Préfailles von den Nachbargemeinden La Plaine-sur-Mer im Norden sowie Pornic im Osten.

## Geschichte
Die Gemeinde wurde 1908 geschaffen.

### Bevölkerungsentwicklung
| 1962                       | 1968 | 1975 | 1982 | 1990 | 1999 | 2006 | 2017 |
| -------------------------- | ---- | ---- | ---- | ---- | ---- | ---- | ---- |
| 619                        | 601  | 628  | 775  | 857  | 1038 | 1182 | 1246 |
| Quellen: Cassini und INSEE |      |      |      |      |      |      |      |

## Gemeindepartnerschaften
Mit der französischen Gemeinde Villaz im Département Haute-Savoie besteht eine Partnerschaft.

## Sehenswürdigkeiten
- Leuchtturm am Pointe Saint-Gildas mit Museum